# Acura ZDX
L'Acura ZDX è un'automobile prodotta dalla casa automobilistica giapponese Acura a partire dal 2009, viene anticipata qualche mese prima da un concept, presentato al Salone dell'automobile di New York dello stesso anno. La produzione è terminata nel 2013 dopo 7191 esemplari costruiti.

## Descrizione
Si tratta di un crossover SUV di quasi quattro metri e novanta centimetri con una singolare forma di carrozzeria a cavallo fra un SUV e un coupé. Prima della presentazione del concept, la Honda aveva diffuso alcune informazioni riguardo un'inedita vettura destinata al mercato nordamericano commercializzata entro l'autunno del 2009 con il marchio Acura; la vettura veniva proprio descritta come una suv-coupé dalle forme molto anticonvenzionali. Al momento della presentazione del concept ZDX, quest'ultimo ha scatenato molto scalpore fra il pubblico e la stampa, non solo per la sua concezione molto singolare ma anche per le abbondanti dimensioni, visto che ci si aspettava una vettura decisamente più compatta e leggera, molto probabilmente ingannati dal termine "coupé". In verità l'affinità della ZDX con le coupé non sono propriamente legate alle capacità dinamiche e sportive ma bensì all'aspetto formale della carrozzeria, con il padiglione molto rastremato verso la parte posteriore dell'abitacolo e una coda tronca, quasi completamente priva del terzo volume posteriore. Sin dal momento della presentazione il veicolo è stato paragonato al BMW X6. Per il 2013 la vettura è stata interessata da un leggero aggiornamento, sia estetico che meccanico.

### Stile

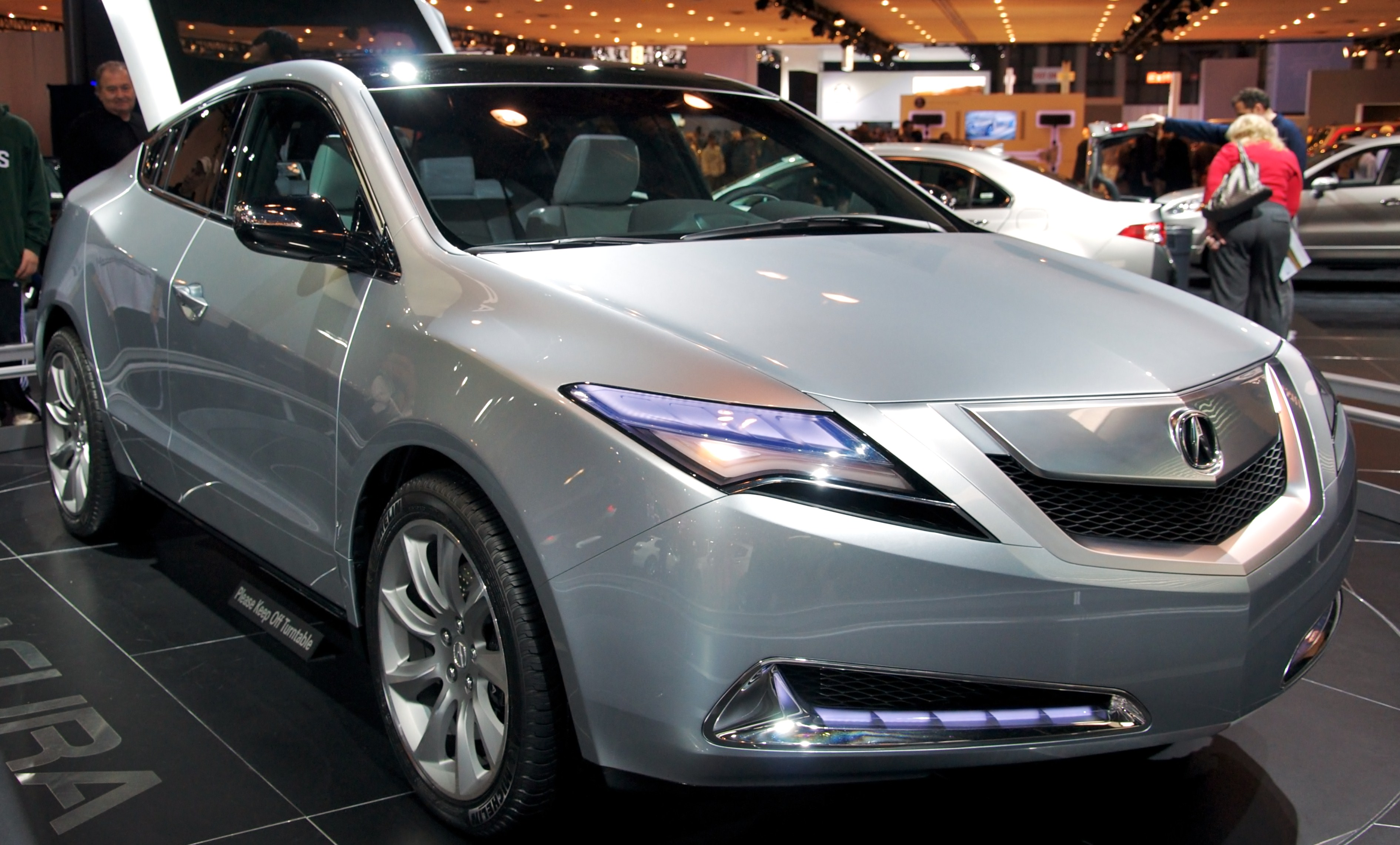
Il concept ZDX al Salone di New York

Nonostante la scelta dei volumi singolare, lo stile generale della vettura è molto legato al resto della gamma del marchio; riprendendo infatti le linee della sorella maggiore MDX (vettura con la quale la SDX condivide anche il pianale e parte della meccanica), queste vengono adattate alle forme della carrozzeria e riproposte con un linguaggio decisamente più sportivo. Lo stile è caratterizzato da superfici molto "pulite" e linee semplici, che mettono in evidenzia la materia con la quale la vettura è fatta, tagliente e geometrica. I raccordi sono poco smussati e i piani che creano le superfici vengono tesi dando un aspetto estremamente sportivo al corpo vettura. Questo adattamento, verrà successivamente ripreso anche da altri veicoli della gamma, successivi alla ZDX. La leggerezza e la pulizia delle linee è anche sottolineata da una totale assenza di spoiler anteriore ma anche dall'integrazione della maniglia delle porte posteriori nel montante, come nelle vetture Alfa Romeo. Se lo stile generico può essere definito un "adattamento" (soprattutto nel frontale caratterizzato da una grande, e pesante, mascherina cromata e un, altrettanto pesante, bombato paraurti) la fiancata e il posteriore della vettura propongono scelte stilistiche molto personali. Il profilo della vettura è segnato da tre linee taglienti che alleggeriscono la fiancata e le donano molta luminosità: la prima delle tre parte dai gruppi ottici frontali e va a perdersi all'altezza del montante del parabrezza; la seconda, quella principale, segna tutta la fiancata partendo dal passa-ruota anteriore fino ai gruppi ottici posteriori. La terza taglia di netto la parte inferiore della fiancata, per donare muscolatura al corpo vettura. La caratteristica principale della fiancata, oltre che per il tetto molto rastremato verso la parte finale dell'abitacolo e la parte vetrata estremamente ridotta per i passeggeri posteriori, è il gioco di superficie che crea la linea principale della fiancata. Questa, giunta alla fine della vetratura, sembra essere spinta verso l'alto dal passa-ruota posteriore che la fa torcere fino a creare una superficie orizzontale che a sua volta porta a ridurre verso l'interno il volume posteriore della vettura, come nelle coupé. Il posteriore dell'automobile è caratterizzato da grandi gruppi ottici, anch'essi di forma tagliente, e un lunotto vetrato che dona molta leggerezza al veicolo. Nonostante il posteriore sia molto ricco di particolari ricercati, come gli elementi per la visibilità notturna integrati ai terminali di scarico o il lunotto sdoppiato, vi è molta razionalità con il frontale (anch'esso caratterizzato da gruppi ottici taglienti): anche il paraurti posteriore, infatti, risulta pesante, poco elaborato e poco sportivo. Gli interni, infine, perdono ogni tipo di legame con gli esterni e non sono marcati da forte razionalità nelle linee: forme curve ed avvolgenti si scontrano con una strumentazione centrale squadrata. Il quadro strumenti guidatore, a binocolo, rimanda ancora una volta alle italiane Alfa Romeo e in generale l'impatto estetico richiama le altre vetture del gruppo Honda, come per esempio la Civic.
La vettura è stata disegnata a Los Angeles presso il centro stile della divisione statunitense del marchio Acura, le scelte stilistiche sia della concept car che del modello definitivo sono attribuibili a tre giovani designer: Damon Schell e Michelle christensen per quanto riguarda gli esterni e Micheal Wiedeman per gli interni, che hanno eseguito la fase metaprogettuale ed esecutiva sotto la supervisione di Jon Ikeda, capo design del centro stile stesso.

### Meccanica
La vettura, basata sulla piattaforma della Acura MDX e dell'Honda Pilot, è dotata di un motore V6 di 3,7 litri da 304 CV e 366 Nm, abbinato ad un cambio automatico a 6 rapporti con bilancieri di selezione al volante. La vettura è dotata di un sistema a trazione integrale brevettato dalla Acura e denominato Super Handling All-Wheel Drive (SH-AWD).